# قاموس‌الاعلام
قاموس‌الاعلام فرهنگی تاریخی و جغرافیایی، به زبان ترکی عثمانی، تألیف شمس‌الدین سامی است. این کتاب مشتمل بر زندگینامهٔ رجال شرق و غرب از طبقات مختلف و شرح شهرها و ممالک و غیره‌ است، و در ۶ مجلد در سال‌های ۱۳۰۶ تا ۱۳۱۶ هجری قمری (۱۸۸۹ تا ۱۸۹۸ میلادی) در استانبول چاپ شده‌ است.

## منبع
- دایرةالمعارف فارسی (به سرپرستی غلامحسین مصاحب)